# ویتامین ب۶
ویتامین ب۶ از ویتامین‌های محلول در آب بوده و به حرارت و اسید مقاوم است، البته اکسیداسیون، قلیا و نور فرابنفش به ویتامین B۶ آسیب می‌رساند. تقریباً ۵۰ درصد ویتامین در روند پختن و فرآوری از بین می‌رود.
حالت کوانزیمی این ویتامین پیریدوکسال فسفات PLP است که در حضور فسفات و به کمک آنزیم پیریدوکسال کیناز از پیروکسیدین، پیریدوکسال و پیریدوکسامین (اشکال مختلف B6) بدست می‌آید و نقش بسیار مهمی در واکنش‌های بیوشیمیایی دارد از جمله متابولیسم پروتئین (اسیدهای آمینه)،انتقال دهنده‌های عصبی (اسید گاما-آمینوبوتیریک، سروتونین و…)، گلیکوژن فسفریلاز و … ویتامین B6 ضروری است برای تولید نیاسین (ویتامین B3) از اسید آمینه تریپتوفان، متابولیسم هموگلوبین (پروتئین موجود در گلبول قرمز) و… وجود دارد.

## عملکرد
کوآنزیم پیریدوکسال ۵ - فسفات در واکنش‌های بیوشیمیایی گسترده‌ای دخیل است، از جمله متابولیسم گلیکوژن و اسیدهای آمینه، سنتز اسیدهای نوکلئیک و سنتز و متابولیسم هموگلوبین. همچنین این ماده در سنتز، اسفنگومیلین و اسفنگولیپیدهای دیگر و سیستم پیام‌رسان عصبی نقش دارد.
پیریدوکسال فسفات PLP در انواع مختلف واکنش‌ها: پپتیدها (تبدیل L-آمینو اسیدها و D-آمینواسیدها به یکدیگر)، دکربوکسیلاسیون و ترانس آمیناسیون شرکت می‌کند
- پیریدوکسال ۵ - فسفات در متابولیسم گاما آمینوبوتیریک اسید دخالت دارد.
- اسید گلوتامیک (اسید آمینه) بعد از دکربوکسیلاسیون توسط PLP تبدیل به اسید گاما-آمینوبوتیریک (انتقال دهندهٔ عصبی به عنوان آرامش دهندهٔ طبیعی بدن) می‌شود، فقدان یا کمبود این اسید موجب اختلالات عصبی می‌شود

- ویتامین B۶ در شکل پیریدوکسال ۵ - فسفات به عنوان کوآنزیم بیشتر از صد آنزیم، نقش ایفا می‌کند

## علائم و نشانه‌های کمبود
-علایم و نشانه‌های کمبود ویتامین B۶ شامل آنمی هیپوکرومیک و میکروستیک، تشنج، درماتیت سبورئیک، گیجی و افسردگی هستند
- کمبود ویتامین B۶ در کودکان و شیرخواران، موجب اختلالات الکتروانسفالوگرافی و تشنجی می‌گردد.
- کمبود ویتامین B۶ در بزرگسالان موجب چیلوز، گلوسیت، استوماتیت، آنمی، تحریک پذیری، گیجی و افسردگی می‌گردد.
- کمبود ثانویه ویتامین B۶، ممکن است در اثر سوء جذب، اورمی، سرطان، نارسایی قلبی و سیروز ایجاد گردد.
- خانم‌های باردار، الکلی‌ها و افراد مسن در خطر کمبود ثانویه ویتامین B۶ هستند.